# Mary Osborne
Mary Osborne (Minot (North Dakota), 17 juli 1921 – Bakersfield (Californië), 4 maart 1992) was een Amerikaanse jazzgitariste en gitaarfabrikant. Ze begon op jonge leeftijd met optreden en was te zien in een radioprogramma in North Dakota, waar ze opgroeide. Ze kreeg bekendheid in New York in de jaren 1940 en speelde met andere jazzmuzikanten, zoals Dizzy Gillespie, Art Tatum, Coleman Hawkins en Thelonious Monk. Nadat ze in 1968 naar Californië was verhuisd, richtten zij en haar man de Osborne Guitar Company op.

## Biografie
Osborne werd geboren in Minot, North Dakota en was de tiende van elf kinderen. Haar familie was muzikaal ingesteld, haar moeder speelde gitaar en haar vader liet niet alleen violen bouwen, maar stelde ook zijn kapperszaak ter beschikking als ontmoetingsplaats voor de muzikanten van de stad. Al op 3-jarige leeftijd toonde ze interesse in muziek. De vroegste instrumenten van Osborne waren piano, ukelele, viool en banjo. Op 9-jarige leeftijd speelde ze voor het eerst gitaar. Op 10-jarige leeftijd begon ze banjo te spelen in de ragtimeband van haar vader. Ze had ook haar eigen radioprogramma, dat ze tot haar vijftiende tweemaal per week uitzond. Op 12-jarige leeftijd formeerde ze haar eigen meidentrio om op te treden in Bismarck (North Dakota). De muziek die ze in deze periode speelde was grotendeels hillbilly of countrymuziek, waarbij de gitaar gewoon werd gebruikt om haar eigen zang te begeleiden.
Op 15-jarige leeftijd sloot Osborne zich aan bij een trio onder leiding van pianist Winifred McDonnell, waarvoor ze gitaar en contrabas speelde en zong. Gedurende deze tijd hoorde ze Charlie Christian elektrische gitaar spelen in de band van Al Trent tijdens een stop in Bismarck. Ze raakte in de ban van zijn geluid, aanvankelijk aangezien ze de elektrische gitaar voor een saxofoon aanzag. Osborne kocht meteen haar eigen elektrische gitaar en liet een vriend een versterker bouwen. Ze leerde Christians stijl van gitaarspelen. Later werd het trio van McDonnell opgenomen in de band van Buddy Rogers, nadat Rogers hen in Saint Louis (Missouri) had horen spelen. Maar binnen een jaar nadat de band in 1940 naar New York verhuisde, brak het trio uit elkaar en verlieten de leden de band van Rogers om een gezin te stichten. Osborne trouwde met trompettist Ralph Scaffidi, die haar muzikale carrière aanmoedigde.
In de jaren 1940 zat Osborne bij jamsessies op 52nd Street, waar ze speelde met enkele van de grootste namen in de jazz en snel naam maakte. In 1941 ging ze op pad met jazzviolist Joe Venuti. In 1942 werkte ze als freelancer in Chicago, toen ze een opname maakte met Stuff Smith. In 1945 kopte Osborne een optreden met Dizzy Gillespie, Art Tatum, Coleman Hawkins en Thelonious Monk in Philadelphia, voor recensies en publiek dat haar specifiek prees. Osborne, Tatum en Hawkins gingen opnemen tijdens een concert in New Orleans.
In 1945 verhuisde Osborne terug naar New York, waar ze opnam met Mary Lou Williams in 1945, Coleman Hawkins, Mercer Ellington en Beryl Booker in 1946 en leidde ze haar eigen swingtrio. Haar trio bestond van 1945-1948 en speelde in clubs op 52nd Street, had een jaar lang een engagement bij Kelly's Stables en maakte verschillende opnamen. Gedurende de jaren 1950 speelde ze met het kwartet van Elliot Lawrence in The Jack Sterling Show, een dagelijks radio-ochtendprogramma van CBS, en verscheen ze in de tv-show Arthur Godfrey's Talent Scouts. De laatste jaren van het decennium maakte ze opnamen, zowel met Tyree Glenn als als leader. Kort daarna had Osborne het gevoel dat ze al te lang muzikaal hetzelfde had gedaan en wilde een verandering. In 1962 begon ze Spaanse klassieke gitaar te leren bij Alberto Valdez-Blaine. Ze gebruikte klassieke technieken in haar jazzspel, zoals pickless spelen. :264
In 1968 verhuisde Osborne en vestigde zich in Bakersfield, Californië, waar ze de rest van haar leven woonde. Samen met haar man startte ze de Osborne Guitar Company. Ze gaf muziekles en bleef lokaal en in Los Angeles jazz spelen. Ze speelde begin jaren 1970 op de festivals van Newport en Concord en in 1981 op het Kool Jazz Festival in New York. In 1989 en 1990 speelde ze op het Los Angeles Classic Jazz Festival en in 1990 ook op de Playboy Jazz Marathon. In 1991, in wat haar laatste optredens zouden zijn, keerde Osborne terug naar de Village Vanguard in New York voor een verbintenis van een week. 

## Overlijden
Mary Osborne overleed in maart 1992 op 70-jarige leeftijd aan de gevolgen van chronische leukemie.

## Discografie
- 1959: A Girl and Her Guitar (Warwick Records)
- 1977: Now's the Time (Halcyon)
- 1981: Now and Then (Stash Records)[9]
- 1988: Esquire's All-American Hot Jazz Sessions (RCA Records) met de 52nd Street All-Stars; RCA Studio 2, New York, 27 februari 1946. geproduceerd door Leonard Feather

Met Louis Bellson en Gene Krupa
- 1963: The Mighty Two (Roulette)